# Ludwig Kredel

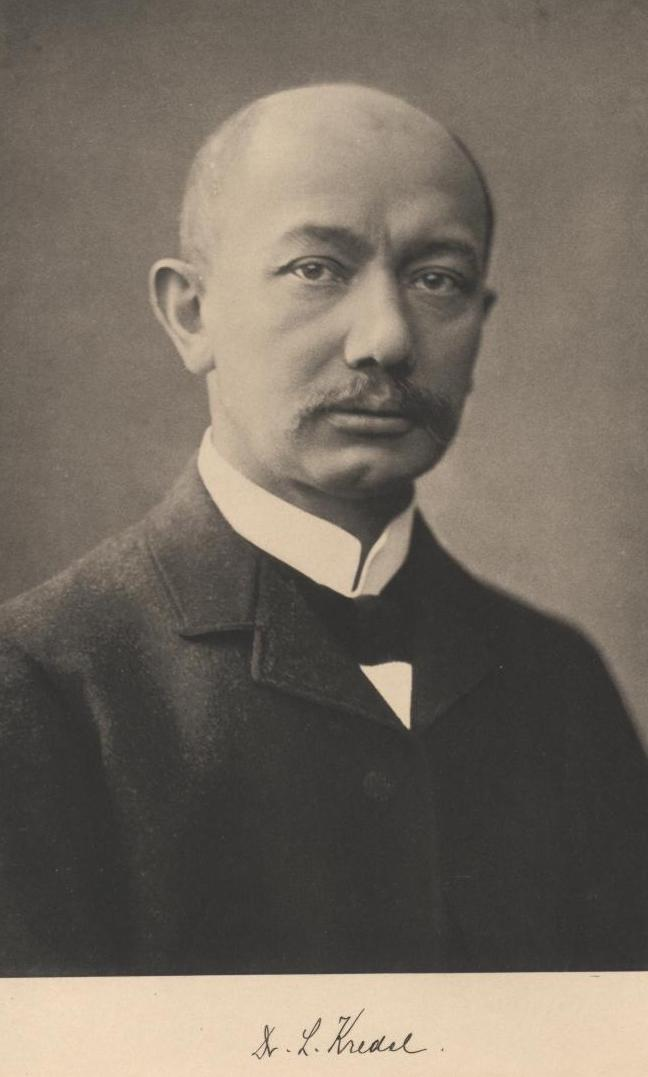
Ludwig Kredel, Foto aus dem Jahr 1900

Leonhard Friedrich Ludwig Kredel (* 24. November 1859 in Hainstadt (Breuberg); † 25. Dezember 1916 in Hannover) war ein deutscher Mediziner. 

## Leben
Kredel studierte Medizin und erlangte 1881 die Approbation als Arzt. 1882 wurde er in Gießen promoviert, von 1886 bis 1888 war er Assistent an der Chirurgischen Klinik in Halle, danach Facharzt für Chirurgie und Orthopädie in Hannover. In dieser Zeit hielt er einige Vorträge über erste Hilfe an der Technischen Hochschule Hannover. 1894 wurde er Oberarzt, 1900 dann dirigierender Arzt an der Kinderheilanstalt in Hannover. 1907 wurde ihm der Titel Professor verliehen.

## Schriften
- Zur Lehre von den Vagusneurosen. Hirschfeld, Leipzig 1882.
- Die Arthropathien und Spontanfrakturen bei Tabes. Breitkopf und Härtel, Leipzig 1888 (Sammlung klinischer Vorträge; 309) (Sammlung klinischer Vorträge. Chirurgie; 96).